# Хирш, Джек
Джек Хирш (англ. Jack Hirsh, род. 5 января 1935, Мельбурн) — канадский учёный-клиницист, специализирующийся на антикоагулянтной терапии и тромбозах.

## Биография
Хирш родился в Мельбурне, Австралия. Он окончил факультет медицины, стоматологии и наук о здоровье Мельбурнского университета. Он изучал гематологию в Вашингтонском университете в Сент-Луисе, Лондонской медицинской школе последипломного образования и Университете Торонто. В 1973 году он поступил в медицинскую школу Университета Макмастера. Он также является директором исследовательского центра городской больницы Гамильтона.
В 1999 году он стал членом Ордена Канады в знак признания того, что он «один из лучших в своей области» и «известный медицинский исследователь, а также преподаватель и администратор». В 2000 году он был награждён Международной исследовательской премией Гайрднера «в знак признания его новаторского вклада в наше понимание диагностики, профилактики и лечения тромбоэмболических заболеваний». В 2000 году он был введён в Зал славы канадской медицины. Он также является членом Королевского общества Канады.